# Joop van Hulzen
Johannes Petrus Bartholomeus Henricus van Hulzen (Amsterdam, 23 agosto 1898 – Amsterdam, 20 maggio 1971) è stato un attore olandese.

## Biografia
Debuttò come attore nel 1920, all'età di 22 anni, quando apparve in due film olandesi diretti da Theo Frenkel; verso la fine degli anni venti lavorò in Germania, dove partecipò a tre pellicole con il nome Joop van Hülsen. In Italia iniziò una carriera piuttosto intensa, attiva dal 1938 al 1955, periodo in cui comparve in una ventina di film, tra cui alcuni capolavori come Roma città aperta (1945) e molte grandi produzioni come Cagliostro (1949), Il principe delle volpi (1949), Vacanze romane (1953) e Guerra e pace (1956). Ritiratosi dal grande schermo, rientrò in Olanda; fatta salva la sua partecipazione alla serie televisiva De opvolger nel 1965 e a un'ultima pellicola nel 1966, non ebbe più occasione di lavorare nel cinema. Morì all'età di 72 anni.

## Filmografia
- Helleveeg, regia di Theo Frenkel (1920)
- Geeft ons Kracht, regia di Theo Frenkel (1920)
- Die Frau mit dem Weltrekord, regia di Erich Waschneck (1927)
- Der Fremdenlegionär, regia di James Bauer (1928)
- Villa Falconieri, regia di Richard Oswald (1929)
- L'ultima nemica, regia di Umberto Barbaro (1938)
- Amiamoci così, regia di Giorgio Simonelli (1940)
- Un colpo di pistola, regia di Renato Castellani (1942)
- Bengasi, regia di Augusto Genina (1942)
- Acque di primavera, regia di Nunzio Malasomma (1942)
- Tempesta sul golfo, regia di Gennaro Righelli (1943)
- Resurrezione, regia di Flavio Calzavara (1944)
- Roma città aperta, regia di Roberto Rossellini (1945)
- Avanti a lui tremava tutta Roma, regia di Carmine Gallone (1946)
- I miserabili, regia di Riccardo Freda (1948)
- Gli uomini sono nemici, regia di Ettore Giannini (1948)
- Accidenti alla guerra!..., regia di Giorgio Simonelli (1948)
- Cagliostro (Black Magic), regia di Gregory Ratoff e Orson Welles (1949)
- Il grido della terra, regia di Duilio Coletti (1949)
- Il principe delle volpi (Prince of Foxes), regia di Henry King (1949)
- Marechiaro, regia di Giorgio Ferroni (1949)
- La strada buia, regia di Marino Girolami e Sidney Salkow (1950)
- È più facile che un cammello..., regia di Luigi Zampa (1950)
- Il caimano del Piave, regia di Giorgio Bianchi (1951)
- Peppino e Violetta, regia di Maurice Cloche (1951)
- Camicie rosse (Anita Garibaldi), regia di Goffredo Alessandrini (1952)
- I tre corsari, regia di Mario Soldati (1952)
- Jolanda, la figlia del Corsaro Nero, regia di Mario Soldati (1953)
- Vacanze romane (Roman Holiday), regia di William Wyler (1953)
- Gli sbandati, regia di Francesco Maselli (1955)
- Guerra e pace (War and Peace), regia di King Vidor (1956)
- Het gangstermeisje, regia di Frans Weisz (1966)

## Doppiatori italiani
Nelle versioni in italiano delle opere in cui ha recitato, Joop van Hulzen è stato doppiato da:
- Gaetano Verna in I miserabili, Il principe delle volpi
- Renato Turi in La strada buia